# Feldsteinkirche

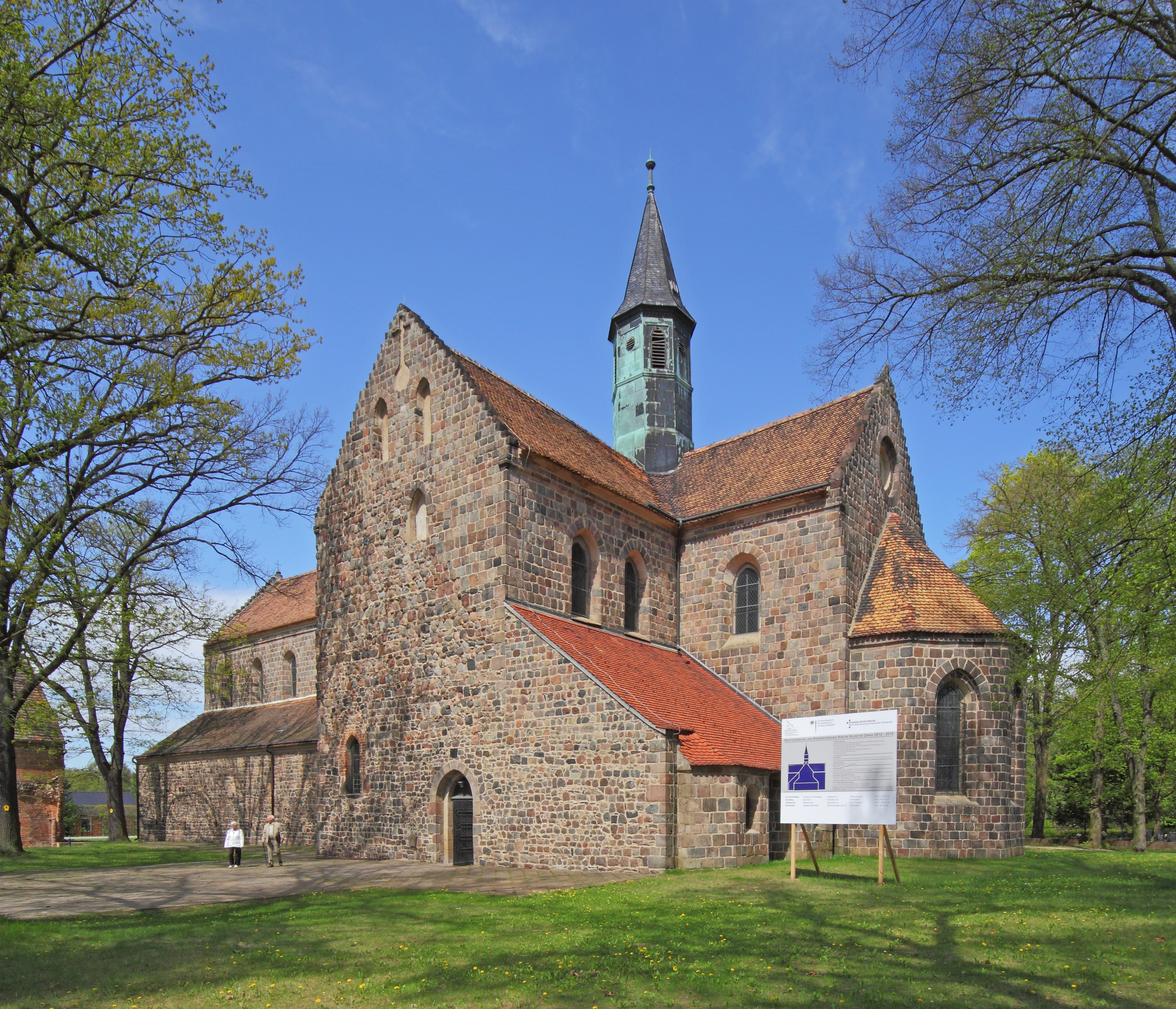
Kloster Zinna (um 1230)

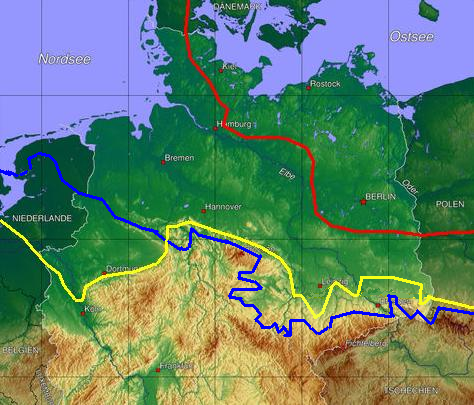
Schema der maximalen Gletschervorstöße der drei letzten Kaltzeiten im norddeutschen Tiefland:
‣ rote Linie = Rand der Weichsel-Kaltzeit;
‣ gelbe Linie = Rand der Saale-Kaltzeit;
‣ blaue Linie = Rand der Elster-Kaltzeit.
Feldsteine können nur in Eiszeitgebieten auftreten, vor allem in den jüngeren, also letzten (gelbe und rote Linie).

Feldsteinkirchen sind aus Geschieben – im Bereich der Fundamente und Grundmauern auch aus Findlingen oder Raseneisenstein – erbaute Kirchen, meist Dorfkirchen. Die auf den Feldern abgesammelten und an die Feldränder transportierten Findlinge werden in Nordostdeutschland traditionell auch Feldsteine genannt. Eines der repräsentativsten Beispiele für einen Monumentalbau ist die Klosterkirche Zinna.
Aufgrund ihrer oft sehr dicken Mauern werden Feldsteinkirchen oft fälschlicherweise als Wehrkirchen bezeichnet, obwohl hierfür die wehrtechnischen Voraussetzungen fehlen.

## Verbreitung
Feldsteinkirchen gibt es nur in Gebieten, in denen die Eiszeiten derartige kristalline Geschiebe hinterlassen haben und die ohne natürliche Vorkommen von Hausteinen, also arm an Naturstein aus Steinbrüchen, sind. In Deutschland sind das Schleswig-Holstein, Mecklenburg-Vorpommern, Niedersachsen, Sachsen-Anhalt, Brandenburg (einschließlich Berlin); in Europa: das Baltikum, Dänemark, Finnland, Polen und Skandinavien. Die Findlinge sind meist aus Granit, Gneis oder Quarziten und werden sowohl behauen (gequadert) als auch unbehauen (in Hälften gespalten) verwendet.

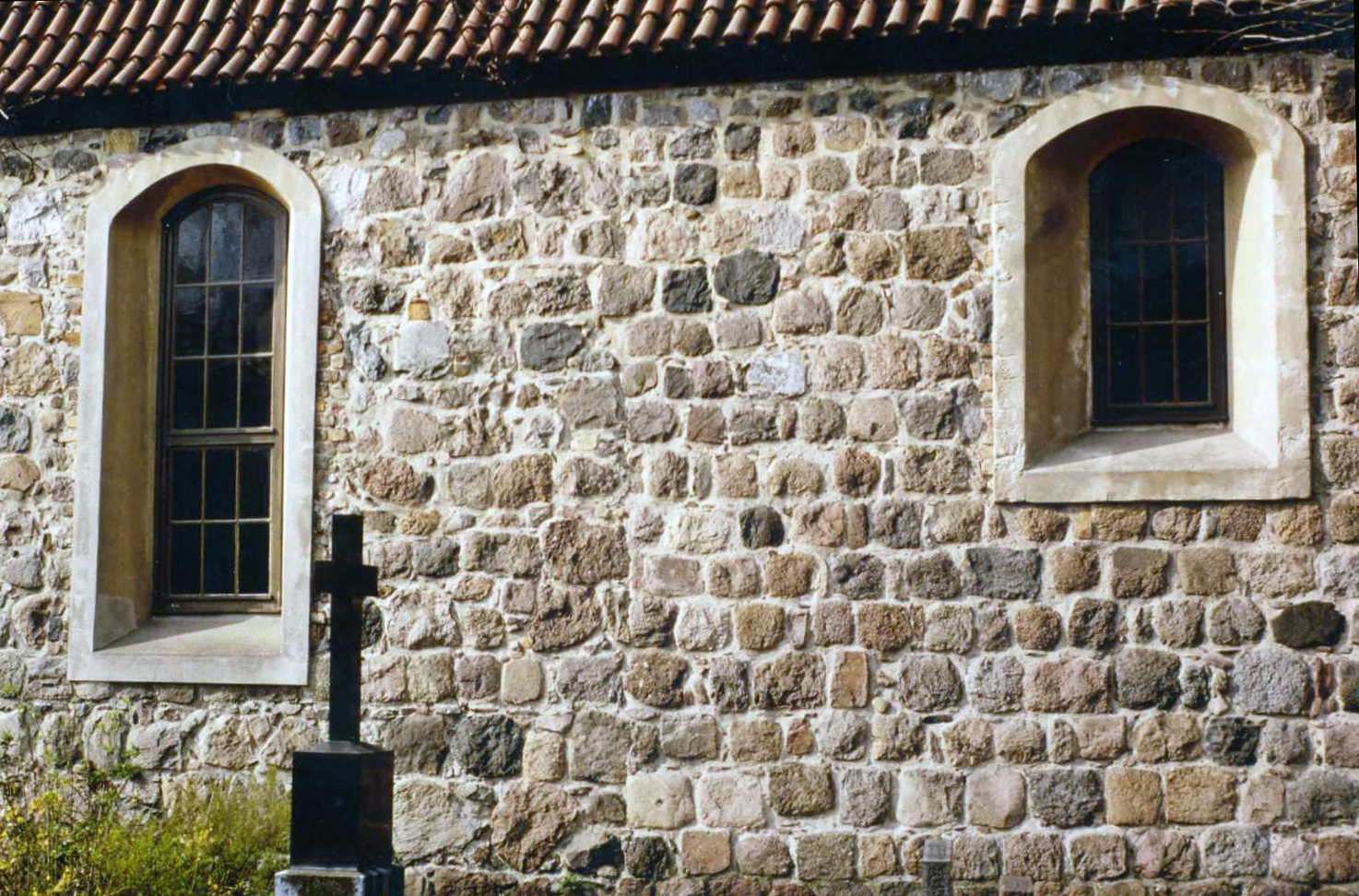
Dorfkirche Berlin-Giesensdorf. unterschiedlich sorgfältig gequadert (um 1250/1300)
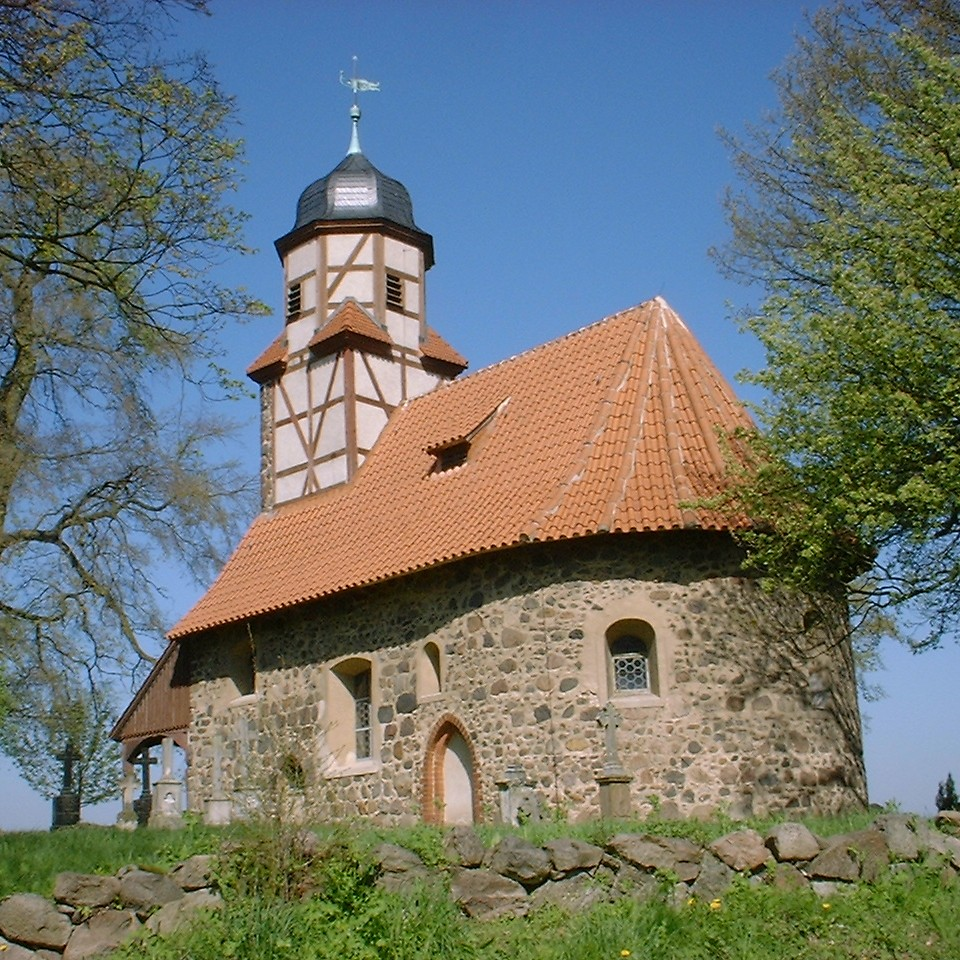
Dorfkirche Zixdorf im Fläming (wenig sorgfältig gequadert)
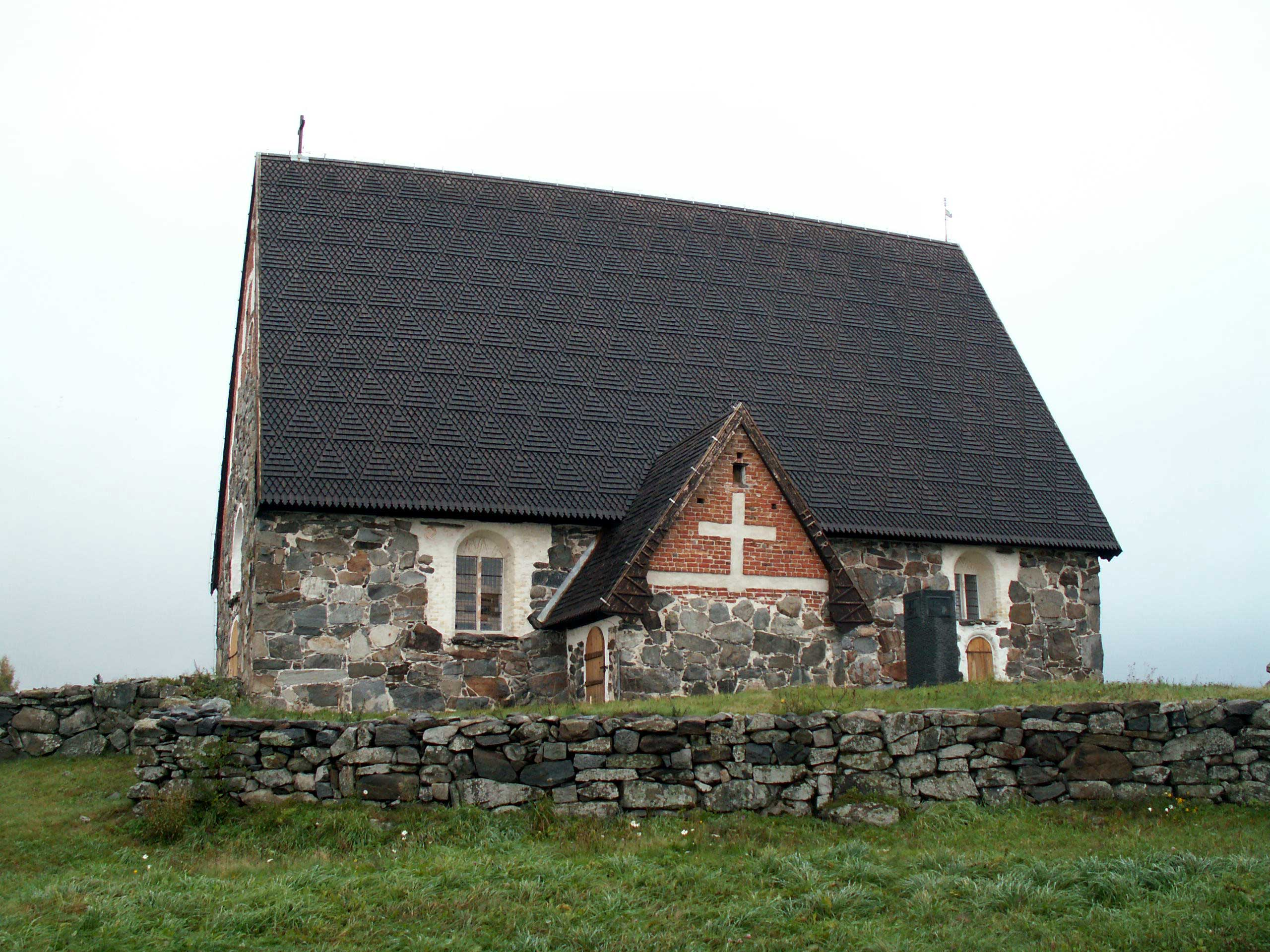
Feldsteinkirche von Tyrvää bei Vammala (ungequadert), 1510
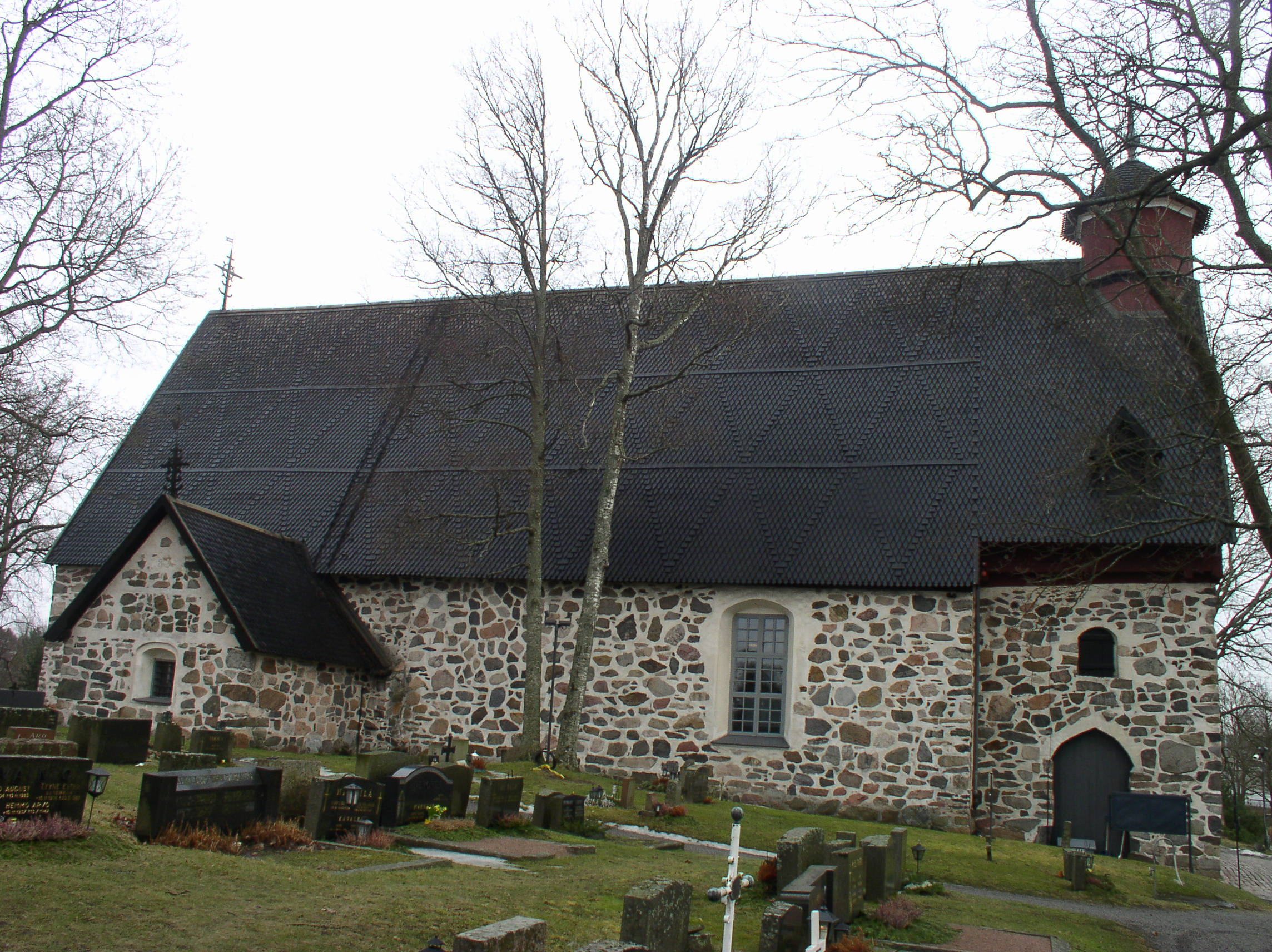
Feldsteinkirche von Raisio in Finnland (um 1600 – gequadert)

## Geschichte
Die Feldsteinkirchen wurden meist während der Spätromanik und der Frühgotik erbaut. Oft sind sie von einfacher Architektur und vielfach Dorfkirchen. Die frühesten stammen aus dem 11. Jahrhundert. Der Höhepunkt des Feldsteinkirchenbaus ist gegen Ende des 12. Jahrhunderts anzusetzen; hier dominiert die sorgfältige Quadertechnik. Zum Ausklang um das Ende des 16. Jahrhunderts nehmen die Anteile von ungequaderten Steinen und Backsteinen im Mauerwerk zu (sogenanntes Mischmauerwerk). Die entsprechenden Zeitpunkte verschieben sich in Norddeutschland mit dem Vorrücken der deutschen Ostsiedlung (Christianisierung); Höhepunkt in Brandenburg ist das 13. Jahrhundert. Im Zuge des Historismus wurden sie (sehr selten) noch zu Beginn des 20. Jahrhunderts erbaut (Neuromanik).